# De Graff (Minnesota)
De Graff es una ciudad ubicada en el condado de Swift en el estado estadounidense de Minnesota. En el Censo de 2010 tenía una población de 115 habitantes y una densidad poblacional de 54,88 personas por km².

## Geografía
De Graff se encuentra ubicada en las coordenadas 45°15′35″N 95°28′7″O / 45.25972, -95.46861. Según la Oficina del Censo de los Estados Unidos, De Graff tiene una superficie total de 2.1 km², de la cual 2.1 km² corresponden a tierra firme y (0%) 0 km² es agua.

## Demografía
Según el censo de 2010, había 115 personas residiendo en De Graff. La densidad de población era de 54,88 hab./km². De los 115 habitantes, De Graff estaba compuesto por el 94.78% blancos, el 4.35% eran afroamericanos, el 0% eran amerindios, el 0% eran asiáticos, el 0% eran isleños del Pacífico, el 0% eran de otras razas y el 0.87% pertenecían a dos o más razas. Del total de la población el 0% eran hispanos o latinos de cualquier raza.